# Walter Roque
Walter "Cata" Roque (Montevideo, 8 de mayo de 1932 - Caracas, 30 de diciembre de 2014) fue un futbolista y entrenador uruguayo naturalizado venezolano de extensa trayectoria, como jugador fue miembro de la Selección de fútbol de Uruguay -donde disputó 16 partidos- y como entrenador dirigió las selecciones de Venezuela y Bolivia. 

## Carrera
Su carrera como jugador en Uruguay la desarrolló en los equipos Club Atlético Bella Vista (1949-54) y Rampla Juniors (1955-57). Con la celeste conquistó la Copa América en 1956, disputada en Montevideo. En 1958 se unió al Club Atlético Atlanta de Argentina, y luego retornó a su país para defender a Nacional (1963) y Danubio Fútbol Club en ese mismo año. Finalizó su etapa de mayor apogeo como jugador en Colombia con el Cúcuta Deportivo.
Dio por terminada su carrera como jugador activo a su llegada a Venezuela e inició a partir de entonces su carrera como técnico en el Club Aragua de la ciudad de Maracay. Posteriormente regresó a Colombia como director de equipo y volvió a Venezuela para impulsar el desarrollo del fútbol local con el Valencia FC (1971) y el Portuguesa Fútbol Club de Acarigua a partir de 1973. En Venezuela desarrolló una intensa carrera como entrenador de la Primera División, habiendo dirigido al Deportivo Galicia, Estudiantes de Mérida, Atlético San Cristóbal, Deportivo Táchira, Unión Atlético Maracaibo, Caracas FC, Carabobo Fútbol Club y UNEFA Club de Fútbol (actual Atlético Venezuela), Wálter "Cata" Roque, comparte con Orlando Fantoni, el número de campeonatos como entrenador de la Primera División de Venezuela con 5 títulos, solo superados por Noel Sanvicente que, hasta ahora, ostenta 8 títulos como entrenador en Venezuela.
Se mantuvo como director técnico de la Selección de fútbol de Venezuela durante 7 años (1978-1985), participando en dos Copas América, dos eliminatorias al Mundial de fútbol y un preolímpico. Por otra parte fue también director técnico de la Selección de fútbol de Bolivia, además de haber dirigido previamente a equipos de la liga boliviana como es el caso del Club Blooming, San José de Oruro y Oriente Petrolero.
En Venezuela recibió numerosos reconocimientos, incluyendo el nombramiento como Profesor Honorario de la UNEFA.

## Clubes

### Como entrenador
| Club                  | País      | Año       |
| --------------------- | --------- | --------- |
| Valencia FC           | Venezuela | 1971-1972 |
| Portuguesa FC         | Venezuela | 1973      |
| Valencia FC           | Venezuela | 1974      |
| Selección venezolana  | Venezuela | 1975      |
| Galicia de Aragua     | Venezuela | 1975-1976 |
| Estudiantes de Mérida | Venezuela | 1976-1978 |
| Fénix                 | Uruguay   | 1979      |
| Selección venezolana  | Venezuela | 1981      |
| Deportivo Táchira     | Venezuela | 1982      |
| San Cristóbal         | Venezuela | 1982-1983 |
| Selección venezolana  | Venezuela | 1983-1985 |
| Sud América           | Uruguay   | 1985      |
| Nacional              | Uruguay   | 1986      |
| Progreso              | Uruguay   | 1990      |
| Peñarol               | Uruguay   | 1992      |
| Oriente Petrolero     | Bolivia   | 1988      |
| San José              | Bolivia   | 1995-1996 |
| Blooming              | Bolivia   | 1996-1997 |
| Guabirá               | Bolivia   | 1997      |
| Jorge Wilstermann     | Bolivia   | 1998      |
| Deportivo Táchira     | Venezuela | 1999-2001 |
| Bolivia Sub-20        | Bolivia   | 2002      |
| Selección boliviana   | Bolivia   | 2003      |

## Palmarés

### Como entrenador
títulos nacionales
| Título                        | Club                   | Año     |
| ----------------------------- | ---------------------- | ------- |
| Primera División de Venezuela | Valencia               | 1971    |
| Primera División de Venezuela | Portuguesa             | 1973    |
| Primera División de Venezuela | Deportivo Galicia      | 1974    |
| Primera División de Venezuela | Atlético San Cristóbal | 1982    |
| Primera División de Venezuela | Deportivo Táchira      | 1999-00 |
| Primera División de Bolivia   | San José               | 1995    |
| Copa Simón Bolívar            | Blooming               | 1996    |